# Łożnica Królewska na Wawelu

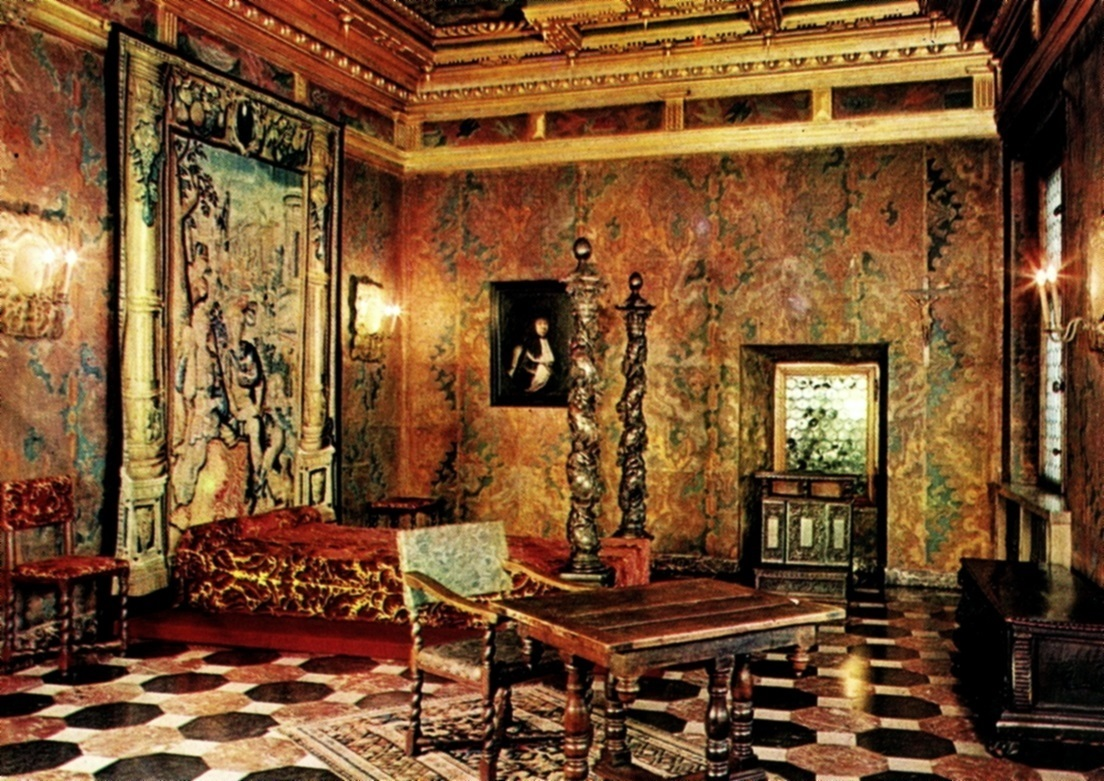
Wnętrze sypialni wygląd archiwalny

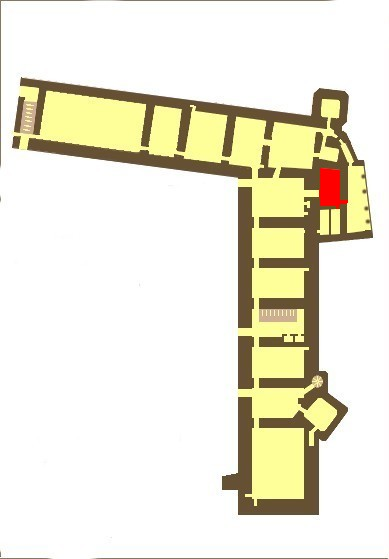
Położenie na planie II piętra zamku

Łożnica Królewska na Wawelu, obecnie Gabinet Kolekcjonera – wnętrze znajdujące się na II piętrze Zamku Królewskiego na Wawelu, powstałe za panowania Władysława Jagiełły, w tzw. wieży Duńskiej. Pochodzi z końca XIV wieku i sąsiaduje loggią widokową z widokiem na Kraków, odbudowaną przez Adolfa Szyszko-Bohusza. Nie ma jednak pewności, że była to łożnica królewska. Wątpliwości budzi umiejscowienie pokoju. Spór dotyczy umiejscowienia w zależności od badacza – w północnym lub wschodnim skrzydle zamku. To jednak ten pokój miał być miejscem, w którym rozpoczął się pożar w 1595 roku.
W 1424 nocował w sali duński król Eryk Pomorski przybyły na koronację Sonki Holszańskiej. W 1 ćwierci XVI w sypialnia włączona została przez architekta Franciszka Florentczyka w obręb północnego skrzydła renesansowego gmachu.
Strop sali zdobi plafon malowany w 1934 przez Zbigniewa Pronaszkę, ściany ozdabiają kurdybany z 1. połowy XVIII wieku zakupione z zamku w Moritzburgu. Okno w ścianie północnej łączy komnatę z kaplicą królewską. Przedstawionego na fotografii archiwalnej wyposażenia obecnie nie ma w sali. Obecnie jest to Gabinet kolekcjonera. Zgromadzone zostały tu obrazy, rzeźby, grafikę, monety czy muszle. Pomieszczenie zostało zaaranżowane na wzór gabinetów sztuki i osobliwości z początków XVII wieku. Ozdobą kolekcji są obrazy Bartholomaeusa Bruyna „Epifania” i „Zmartwychwstanie”.